# السيدة زينب (ريف دمشق)
السيدة زينب أو الست زينب أو الست هي بلدة سورية تقع على بعد حوالي 10 كم جنوب العاصمة (دمشق) على الطرق السريع المؤدي إلى مطار دمشق الدولي والطريق المؤدي إلى مدينة السويداء، والسيدة زينب مركز ناحية تابعة إداريا لمحافظة ريف دمشق وهي من المناطق السكنية ذات الكثاقة السكانية العالية، والتي تقطنها أعداد كبيرة من أبناء الطائفة الشيعية والطائفة السنية الذين يعتبرون النسبة الكبرى من السكان. كما أنها تعتبر منطقة سياحية ودينية يزورها مئات الآلف من السياح والزوار من الطائفة الشيعية من إيران والعراق ودول الخليج ولبنان وباكستان والهند وأفغانستان وغيرهم من الدول على مدار السنة. حيث ان اقتصاد البلدة يعتمد اعتمادا كبيرا على الحركة السياحية والسياحة الدينية القادمة لها.
كان زوار بلدة الست يتوافدون بأعداد محدودة حتى بداية الثمانينات وبسبب انتهاء الحرب العراقية الإيرانية إزداد الإقبال على زيارتها وكانت ذروة الزيارة خلال عقد التسعينات
حيث تحولت إلى مركز ديني وتجمع حاشد يقصدها في العام حوالي مليوني زائر، كما أنها تضم رفات شعراء عرب مثل الشاعر محمد مهدي الجواهري والشاعر مصطفى جمال الدين، إضافة إلى وجود معاهد دينية تحيط بالمقام الزينبي.
قديمآ كنت البلدة تسمى { راوية } وقد سميت السيدة زينب نسبة للسيدة زينب بنت علي عليهما السلام وفيها مقامها الشهير الذي يقصده الزوار على مدار العام.
مقام السيدة أو قبر الست من أهم معالم السيدة زينب ويعتبر المسجد الجامع من التحف المعمارية ومن المقامات والأماكن الدينية الهامة، وقبتة الشهيرة ويتكون من بناء تتوسطه باحة وفناء واسع وللمسجد مدخلان مدخل من الجهة الشمالية ومدخل من الجهة الغربية وهذا المخل يتصل بالسوق الرئيسي الكبير في البلدة وهناك رواق كبير تحيط به الغرف والقاعات ومنها غرف مخصصة لمنام ومبيت الزائرين، الحرم له باب مصفح بالنحاس المزخرف والمنقوش وترتفع مأذن المسجد والمقام محاط بسور وحلقات من الفضة الخالصة ومصنوع بحرفية وفن راقي وبديع وفي الداخل يوجد غطاء الضريح الخشبي المصنوع من خشب الابنوس الفخم ومطعم بالعاج والذهب وهو تحفة فنية ومحاط بسور من الزجاج البللور الصافي.
السيدة زينب بلدة لاتنام فهي مزدحمة بالزوار في كل الاوقات وطوال العام، تتوفر فيها كافة الخدمات الصحية والاجتماعية والخدمية وسوق كبير جدا يمتد مسافات طويلة محال ومعارض تجارية لكل صنف ونوع، شركات تجارية ومكاتب ووكالات سفر وشركات طيران ومطاعم وفنادق ومقاهي إنترنت ومكاتب عقارية لتاجير المنازل والشقق وهي كثيرة جدا، السيدة زينب مركز سياحي { سياحة دينية } من الدرجة الأولى.
تحتوي السيدة زينب على عدة فنادق من أهمها فندق سفير 4 نجوم وفندق الحسنين
نتيجة المعارك الدائرة في المناطق المجاورة لمنطقة السيدة زينب سقطت قذيفة هاون في نهاية شهر كانون الثاني 2013 على ضريح السيدة زينب مما أدى لإلحاق اضرار مادية بإحدى منارات المقام.
وفي الحادي والثلاثين من شهر يناير لعام 2016 الموافق ليوم الأحد حدثت ثلاث تفجيرات بالقرب من ضريح السيدة زينب وادت هذه التفجيرات لمقتل حوالي خمسين شخصا)من ضمنهم مسلحون (وكذلك جرح أكثر من مئة شخص اخرين وتبنى تنظيم الدولة الإسلامية (داعش) التفجيرات التي حصلت وذلك ببيان نشر على شبكة التواصل الاجتماعي

## وصلات خارجية
- موقع الرسمي مقام السيدة زينب ع [محل شك]

المرصد السوري لحقوق الإنسان